# Phyle (geslacht)
Phyle is een geslacht van vlinders van de familie spanners (Geometridae), uit de onderfamilie Ennominae.

## Soorten
- P. albifimbria Rindge, 1990
- P. antioquia Rindge, 1990
- P. arcuosaria Herrich-Schäffer, 1855
- P. aspilotos Rindge, 1990
- P. cartago Rindge, 1990
- P. glauca Herbulot, 1982
- P. herbuloti Rindge, 1990
- P. infusca Rindge, 1990
- P. neblina Rindge, 1990
- P. orthogonia Rindge, 1990
- P. schausaria H. Edwards, 1884
- P. subfulva Herbulot, 1982
- P. transglauca Rindge, 1990
- P. versatile Rindge, 1990